# Course en ligne masculine de cyclisme sur route aux Jeux olympiques d'été de 1984
Navigation
Moscou 1980 Séoul 1988
La course en ligne masculine de cyclisme sur route, épreuve de cyclisme des Jeux olympiques d'été de 1984, a lieu le 29 juillet 1984 à Los Angeles aux États-Unis. La course s'est déroulée sur 190,2 km.
L'Américain Alexi Grewal s'est imposé après 4 h 59 min 57 s de course, à une vitesse moyenne de 38 km/h. Il devance le Canadien Steve Bauer. Le Norvégien Dag Otto Lauritzen, arrivé 21 secondes plus tard, obtient la médaille de bronze. Sur 135 coureurs partants, 55 sont classés.

## Résultats
| Rang                                | Cycliste               | Pays                 | Temps           |
| ----------------------------------- | ---------------------- | -------------------- | --------------- |
| Médaille d'or, Jeux olympiques      | Alexi Grewal           | États-Unis           | 4 h 59 min 57 s |
| Médaille d'argent, Jeux olympiques  | Steve Bauer            | Canada               | –               |
| Médaille de bronze, Jeux olympiques | Dag Otto Lauritzen     | Norvège              | +21 s           |
| 4                                   | Morten Sæther          | Norvège              | –               |
| 5                                   | Davis Phinney          | États-Unis           | +1 min 19 s     |
| 6                                   | Thurlow Rogers         | États-Unis           | –               |
| 7                                   | Bojan Ropret           | Yougoslavie          | –               |
| 8                                   | Néstor Mora            | Colombie             | –               |
| 9                                   | Ron Kiefel             | États-Unis           | +1 min 43 s     |
| 10                                  | Richard Trinkler       | Suisse               | –               |
| 11                                  | Raúl Alcalá            | Mexique              | –               |
| 12                                  | Stefan Maurer          | Suisse               | +3 min 37 s     |
| 13                                  | Alberto Volpi          | Italie               | +4 min 10 s     |
| 14                                  | Per Christiansson      | Suède                | –               |
| 15                                  | Helmut Wechselberger   | Autriche             | –               |
| 16                                  | Enrique Campos         | Venezuela            | –               |
| 17                                  | Rosendo Ramos          | Mexique              | +6 min 14 s     |
| 18                                  | Brian Fowler           | Nouvelle-Zélande     | +6 min 48 s     |
| 19                                  | Martin Earley          | Irlande              | –               |
| 20                                  | Atle Kvålsvoll         | Norvège              | –               |
| 21                                  | Fabio Parra            | Colombie             | –               |
| 22                                  | Thomas Freienstein     | Allemagne de l'Ouest | +7 min 51 s     |
| 23                                  | Francisco Antequera    | Espagne              | +11 min 30 s    |
| 24                                  | Per Johnny Pedersen    | Danemark             | +11 min 46 s    |
| 25                                  | Kari Myyryläinen       | Finlande             | –               |
| 26                                  | Lars Wahlqvist         | Suède                | –               |
| 27                                  | Paul Kimmage           | Irlande              | –               |
| 28                                  | Daniel Amardeilh       | France               | –               |
| 29                                  | Philippe Bouvatier     | France               | –               |
| 30                                  | Kjell Nilsson          | Suède                | –               |
| 31                                  | Harry Hannus           | Finlande             | –               |
| 32                                  | Stefan Brykt           | Suède                | –               |
| 33                                  | Louis Garneau          | Canada               | +15 min 30 s    |
| 34                                  | Kurt Zellhofer         | Autriche             | –               |
| 35                                  | Primož Čerin           | Yougoslavie          | –               |
| 36                                  | Achim Stadler          | Allemagne de l'Ouest | –               |
| 37                                  | Stephen Cox            | Nouvelle-Zélande     | –               |
| 38                                  | Patrick Wackström      | Finlande             | –               |
| 39                                  | Gary Thomson           | Irlande              | –               |
| 40                                  | Kim Jolin Eriksen      | Danemark             | –               |
| 41                                  | Werner Stauff          | Allemagne de l'Ouest | +18 min 4 s     |
| 42                                  | Jure Pavlič            | Yougoslavie          | –               |
| 43                                  | Seamus Downey          | Irlande              | –               |
| 44                                  | Jean-Paul van Poppel   | Pays-Bas             | +22 min 20 s    |
| 45                                  | Matsuyoshi Takahashi   | Japon                | –               |
| 46                                  | Marko Cuderman         | Yougoslavie          | –               |
| 47                                  | Salvador Rios          | Mexique              | –               |
| 48                                  | Park Se-Yong           | Corée du Sud         | –               |
| 49                                  | Johann Traxler         | Autriche             | –               |
| 50                                  | Jeff Leslie            | Australie            | –               |
| 51                                  | Fernando Correa        | Venezuela            | –               |
| 52                                  | Carlos Mario Jaramillo | Colombie             | –               |
| 53                                  | Arthur Tenn            | Jamaïque             | –               |
| 54                                  | Mustapha Najjari       | Maroc                | +22 min 30 s    |
| 55                                  | Michael Lynch          | Australie            | +27 min 5 s     |